# بی‌دی-۱۷°۶۳
بی‌دی-۱۷°۶۳ یک ستاره است که در صورت فلکی نهنگ قرار دارد.